# Taeniophyllum confusum
Taeniophyllum confusum är en orkidéart som beskrevs av Paul J. Kores och Lars Jonsson. Taeniophyllum confusum ingår i släktet Taeniophyllum och familjen orkidéer. Inga underarter finns listade i Catalogue of Life.